# Кристина (фильм, 1958)
«Кристина» (фр. Christine) — фильм режиссёра Пьера Гаспара-Юи, снятый в жанре мелодрамы. Экранизация пьесы Артура Шницлера «Игра в любовь». Съёмки фильма проходили в Булонь-Бийанкуре под Парижем. Премьера фильма состоялась в Германии 19 декабря 1958 года.
Главные роли в фильме исполнили Роми Шнайдер и Ален Делон, именно на съёмках этого фильма у них начался роман.. Фильм является ремейком фильма 1933 года режиссёра Макса Офюльса «Флирт», в котором роль главной героини Кристины исполнила Магда Шнайдер, мать Роми Шнайдер..

## Сюжет
Действие фильма происходит в Вене в 1906 году. Молодой лейтенант Франц Лобхайнер состоит в любовной связи с замужней дамой, баронессой фон Эггерсдорф, но решает расстаться с ней после знакомства с Кристиной, дочерью музыканта. Барон узнаёт о неверности жены и вызывает Франца на дуэль. Однако Франц уже не представляет угрозы для барона, поскольку страстно влюблён в Кристину. Складывается любовный квадрат…

## В ролях
- Ален Делон — лейтенант Франц Лобхайнер
- Роми Шнайдер — Кристина
- Мишлин Прель — баронесса Эггерсдорф
- Жан Галан — барон Эггерсдорф
- Жан-Клод Бриали — старший лейтенант Теодор Кайзер
- Софи Гримальди — Мицци